# Ehrharta thunbergii
Ehrharta thunbergii là một loài thực vật có hoa trong họ Hòa thảo. Loài này được Gibbs Russ. mô tả khoa học đầu tiên năm 1987.